# Симберлофф, Дэниел
Дэниел Симберлофф (Daniel Simberloff; род. 7 апреля 1942, Уилсон, Пенсильвания) — американский биолог и эколог, специалист по инвазивным видам.
Заслуженный профессор Университета Теннесси и директор его Institute for Biological Invasions, член НАН США (2012).
Согласно Clarivate Analytics, является одним из наиболее цитируемых учёных в мире (2017, 2018).

## Биография
Окончил Гарвардский университет (бакалавр) и там же в 1969 году получил степень доктора философии по биологии под началом Э. О. Уилсона.
Ныне заслуженный и именной профессор (Gore Hunger Professor of Environmental Science) кафедры экологии и эволюционной биологии Университета Теннесси, в создании которой участвовал. Занимает эту именную кафедру (Gore-Hunger chair) там с 1997 года, а перед тем являлся заслуженным именным профессором (Robert O. Lawton Distinguished Professor) биологии Университета штата Флорида.
Член Национального научного совета с 2000 по 2006 год.
Являлся президентом American Society of Naturalists.
Фелло Американской академии искусств и наук (1993).
Занимается островной биогеографией и экологией начиная с 1960-х, когда проводил исследования с Э. О. Уилсоном в Гарварде.
Полагает, что природоохранные усилия в настоящее время должны фокусироваться на защите биоразнообразия и уменьшении основных угроз для окружающей среды, таких как обезлесение, изменение климата и инвазивные виды.

## Семья
- Жена — Mary Tebo.

## Награды
- Mercer Award (1971)
- Kempe Award for Distinguished Ecologists[англ.] (2000)
- Eminent Ecologist Award[англ.] Экологического общества Америки (2006)
- Ramon Margalef Prize in Ecology[англ.] (2012)[11]
- SEC Faculty Achievement Award (2014)
- IBS Alfred Russel Wallace Award (2015)
- Honorable John C. Pritzlaff Conservation Award (2016)